# Amazonfloden
 For alternative betydninger, se Amazonas. (Se også artikler, som begynder med Amazonas)
Amazonfloden er en primært brasiliansk flod med en imponerende udstrækning og bredde. Den har en længde på 6.400 kilometer og har over 1100 bifloder, der tilsammen afvander cirka syv millioner kvadratkilometer i Amazonbassinet. 120.000 kubikmeter vand afledes i sekundet i udløbet. Floden er sejlbar for oceangående skibe, der næsten kan sejle Sydamerika tværs igennem. Andesbjergkæden standser dog denne sejlads. Indsejlingen ligger på østkysten af Brasilien, og kaldes 'Rio del Mar' – flodhavet.
Floden blev opkaldt efter amazonerne ved en fejltagelse, fordi Conquistadoren Francisco de Orellana i et enkelt tilfælde blev beskudt fra bredden med pusterør af langhårede krigere i bastskørter, som blev antaget for at være de kvindelige amazonkrigere.
Amazonfloden har over 2.000 fiskearter, lige fra elektriske ål til stimer af blodtørstige småfisk piranhaer (piratfisk).
Brasilianske videnskabsfolk mener at have opdaget, at flodens udspring i Peru er længere mod syd end hidtil antaget. Dermed vil Amazonfloden være omkring 6.800 kilometer lang, hvilket er længere end Nilen, der normalt anses for at være verdens længste flod.